# (35087) von Sydow
Pour les articles homonymes, voir Von Sydow.
(35087) von Sydow est un astéroïde de la ceinture principale, de la famille de Hungaria.

## Description
(35087) von Sydow est un astéroïde de la ceinture principale, de la famille de Hungaria. Il présente une orbite caractérisée par un demi-grand axe de 1,93 UA, une excentricité de 0,09 et une inclinaison de 21,2° par rapport à l'écliptique.

## Compléments